# Хаттинген
Хаттинген (нем. Hattingen) — город в Германии, в земле Северный Рейн-Вестфалия.
Подчинён административному округу Арнсберг. Входит в состав района Эннепе-Рур.  Население составляет 55 510 человек (на 31 декабря 2010 года). Занимает площадь 71,40 км². Официальный код  —  05 9 54 016.

## История
Хаттинген впервые упоминается в 990 году как рейхсхоф Хатнегген.  После подписания договора  о строительстве крепостных стен, подписанный с графом Дитрихом фон дер Марком в 1396 году считается, что Хаттинген становится городом.  В 1554 году Хаттинген был признан Ганзейским. (Га́нза (нем. Hanse, Hansa), также Ганзейский союз, Ганзея — крупный политический и экономический союз торговых городов Северо-Западной Европы, возникший в середине XII века. Просуществовал до середины XVII века) Для города в Рурской области, добыча угля была очень важна в 19 и 20 веках.  В Хаттингене было несколько шахт.  Rauendahler Eisenbahnweg, железнодорожная линия, соединяющая Рауэндаль около Хаттингена и Рур, была введена в эксплуатацию еще в 1787 году.  Это был первый в мире поезд для перевозки угля. Более 100 лет Генрихшютте был основным работодателем в Хаттингене (временами до 10 000 сотрудников), Были построены рабочие посёлки Хюттенау, Мюзендрай и др. Компания также внесла значительный вклад в развитие того, что является теперь районом Велпер в Хаттингене. Основанная в 1854 году Генрихом цу Штольберг-Вернигероде, компания die Hütte стала одним из крупнейших производителей чугуна и стали в регионе. В 1987 году в результате упадка угольной и тяжелой промышленности в Рурской области была остановлена последняя доменная печь в Генрихсхютте.

## Административное деление
- Бланкенштайн
- Бреденшайд-Штютер
- Вельпер
- Винц-Баак
- Нидербонсфельд
- Нидервенигерн
- Оберштютер
- Хаттинген-центр
- Хольтхаузен
- Эльфрингхаузен

## Население
| Год  | Население |
| ---- | --------- |
| 1995 | 58 371    |
| 2000 | 58 345    |
| 2005 | 57 309    |
| 2010 | 55 817    |

## Культура и достопримечательности
- Музей ткацкого производства ленты

## Личности

### Уроженцы
- Варзиц, Эрих (1906—1983) — лётчик-испытатель.
- Гипперт, Йост (* 1956) — лингвист, кавказовед.
- Грос, Николаус (1898—1945) — католический святой.
- Шмиц, Лукас (* 1988) — футболист, полузащитник клуба «Фортуна», Дюссельдорф.
- Caliban — металкор-группа.

### Связанные с городом
- Шмидт, Марлен (* 1937) — немецкая актриса, мисс Вселенная 1961.

## Фотографии

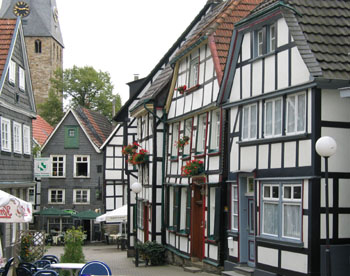
Johannisstraße
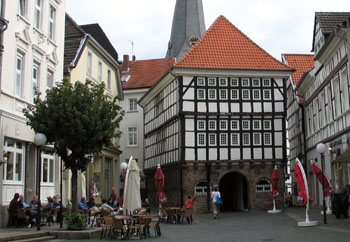
Старая ратуша
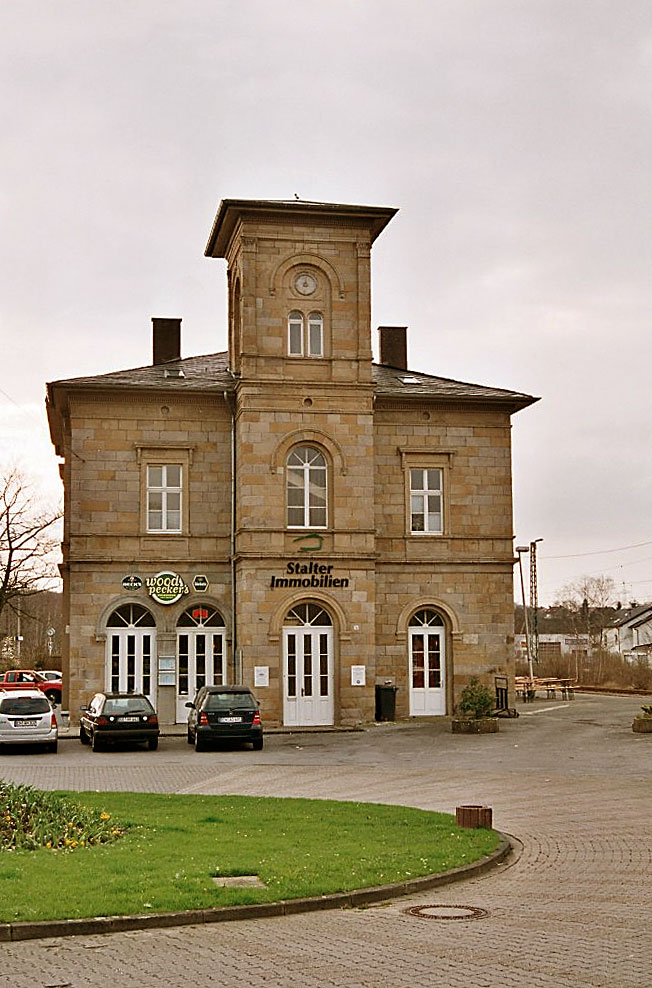
Вокзал
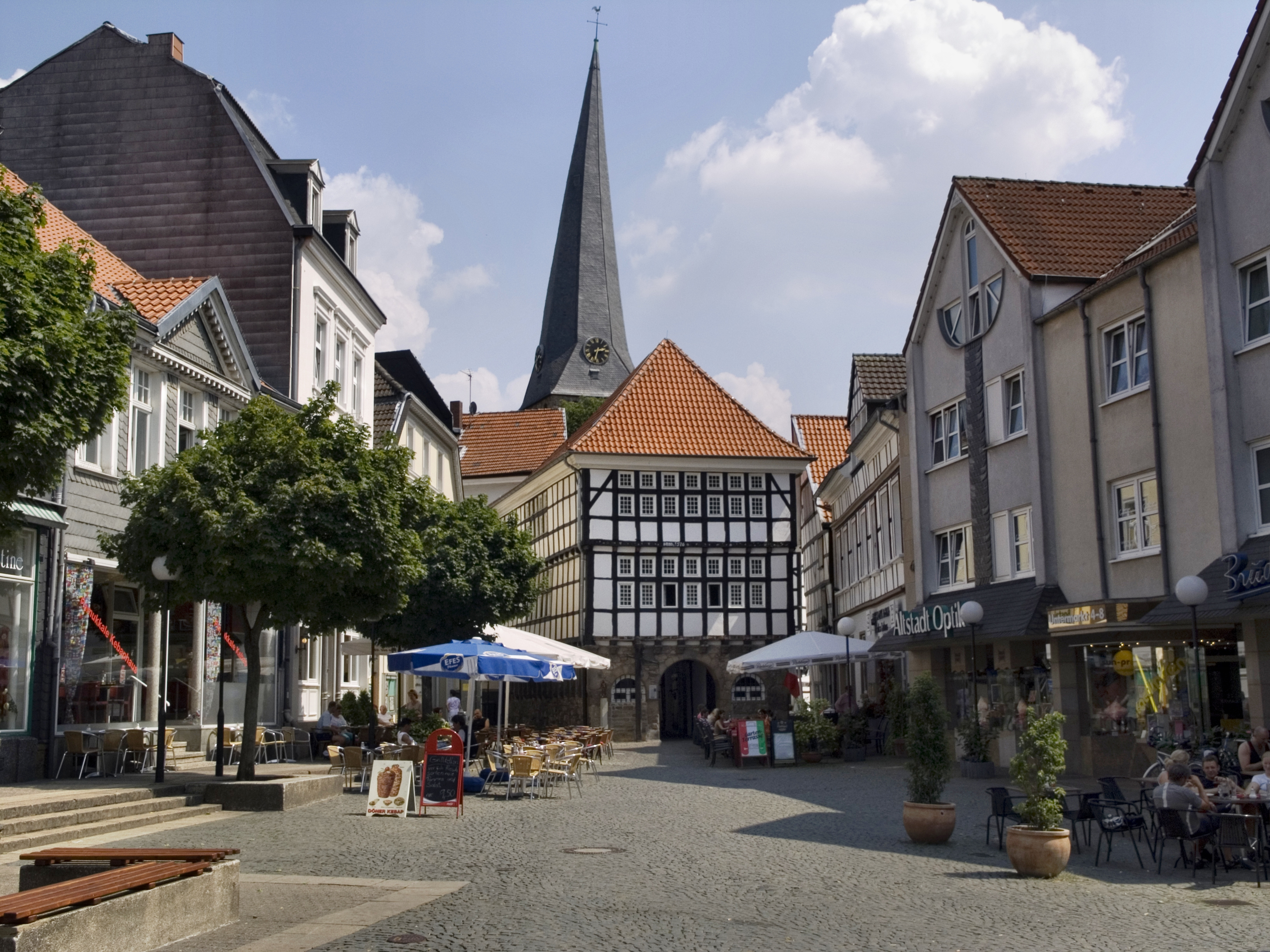
Старая ратуша (Хаттинген)
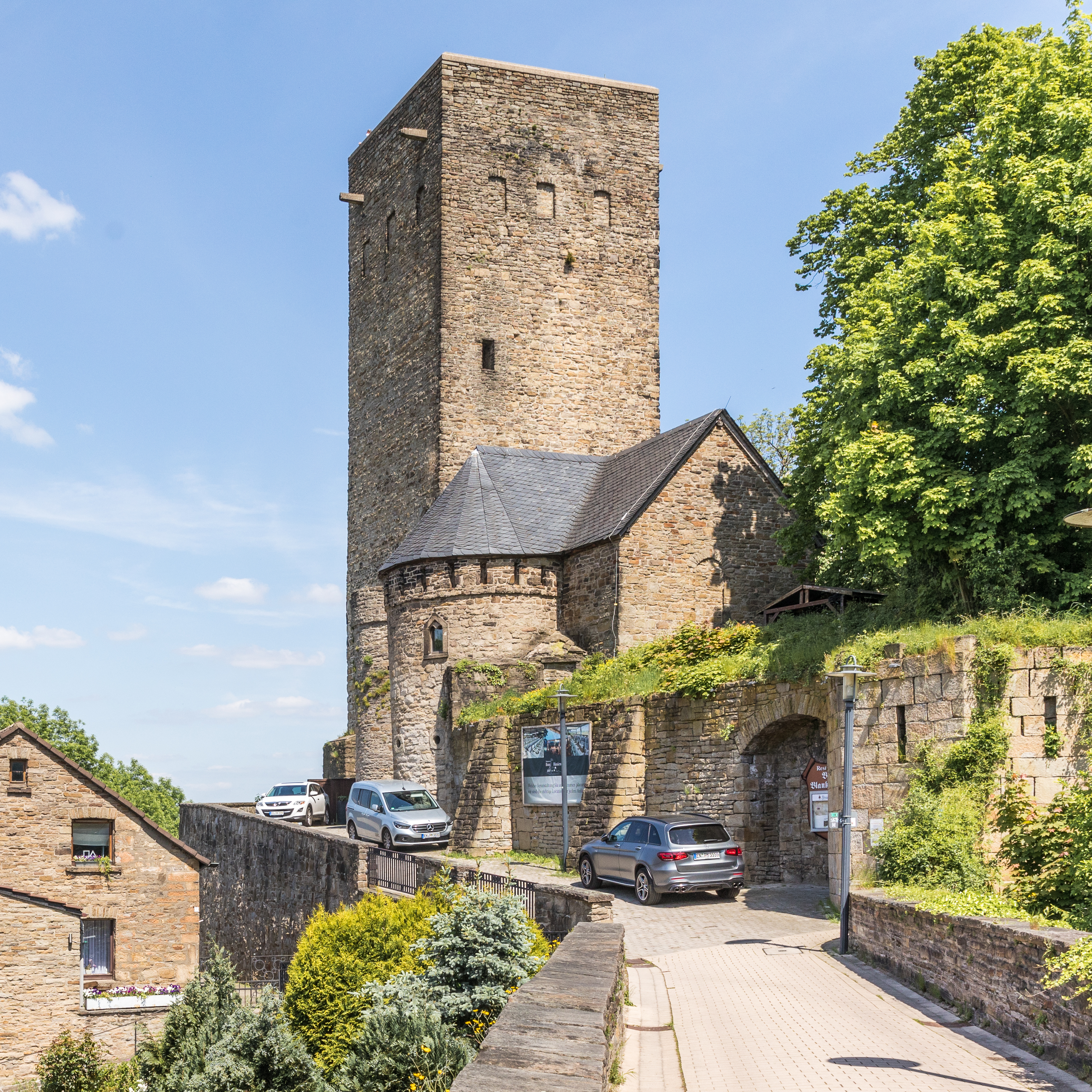
Бург Бланкенштайн
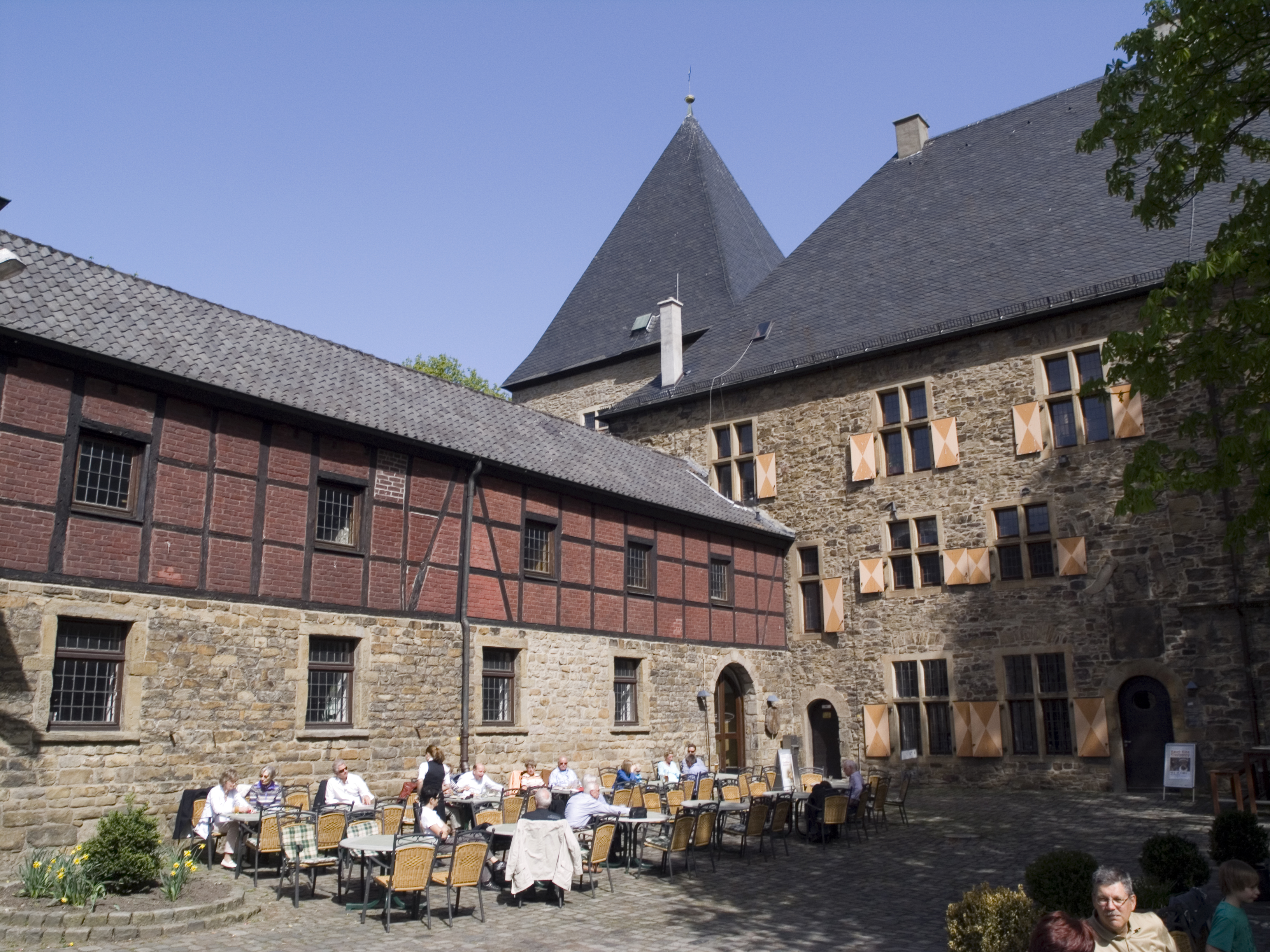
Замок Кемнаде